# Siona-Secoya
Siona-Secoya (za razliku od kolumbijskih Siona), ogranak Encabellado ili Secoya Indijanaca, porodica Tucanoan, naseljenih u Ekvadoru (oko 300) s Ankutere Indijancima, na rijekama Aguarico, Shushufindi, Cuyabeno i Eno u provinciji Sucumbíos na području rezervata Reserva Faunística del Cuyabeno. Siona-Secoya, ne smiju se brklati s kolumbijskim plemenom Siona koji govore srodnim ali drugačijim tucanoan jezikom.